# 渡邉幸愛
渡邉 幸愛（わたなべ こうめ、1998年3月17日 - ）は、日本の女性動画配信者、元アイドル。SUPER☆GiRLS（5代目リーダー）およびParty Rockets（初代リーダー）の元メンバー。321所属。
宮城県仙台市出身。アイドル活動時はステップワン、エイベックス・マネジメントに所属していた。夫は元タレントの山田親太朗。女優の山田優は義姉で、俳優の小栗旬は義兄である。また、声優の山田親之條は義弟である。

## 略歴
小学3年生のころに地元宮城県仙台市の芸能事務所ステップワンに所属してREX（レッキス）というグループで活動。きっかけは、オーディション広告を見た母親が応募し、合格したからである。2009年12月24日からは小中学生を中心としたエンタメガールズユニットB♭（ビィフラット）として活動をしていた。
2010年実施の『avex アイドルオーディション 2010』を受け、二次審査に進出するも落選。その後はB♭として活動を続け、2012年6月6日、B♭の選抜メンバーでParty Rocketsの結成が発表された。グループのリーダーに就任し、同年8月15日にはavex traxから「初恋ロケット」でメジャーデビューした。なお、同年11月18日開催のイベント『「第3回アイドル横丁祭!!」supported by JOYSOUND "中学生うた姫決定戦"』では、全9名の出演者のなかで優勝し、その歌唱力は評価されていた。しかし、2013年11月27日、Party Rocketsからの卒業を発表し、同年12月15日開催の『Party Rockets定期Live vol.13@渋谷WWW』をもって卒業した。
2014年2月23日、『SUPER☆GiRLS LIVE 2014 〜超絶革命〜 atパシフィコ横浜国立大ホール』で、SUPER☆GiRLSへの加入を発表。
iDOL Street統括プロデューサー・樋口竜雄は、SUPER☆GiRLSの第2章の開幕にあたって、かつて『avex アイドルオーディション 2010』（このオーディションの合格者がSUPER☆GiRLSのオリジナルメンバー）に応募していた渡邉に白羽の矢を立て、ステップワンやユニバーサルミュージック（Party Rocketsが当時所属していたレーベル）と交渉の上、新メンバーに加えることにしたと語っている。
グループ活動の他には2016年3月に発売された『週刊ヤングジャンプ』2016年17号（集英社）ではソロでのグラビアに初挑戦し、「可愛すぎる困り顔」として取り上げられた。同年7月発売の『ナツ☆イチッ！ 〜この夏、輝くアイドル全員集合〜 | 週刊プレイボーイ×TOKYO IDOL FESTIVAL2016 公式BOOK』では「トップアイドルグループの人気メンバー8人」の1人として、初めて表紙に起用された。同年9月には「デジタル週プレ写真集 渡邉幸愛『かわいすぎる困り顔』」を発売し、music.jp 10月度アイドル写真集ランキングで第1位を獲得した。また、同年12月に発売された『ミラクルジャンプ』2017年1月号（集英社）で初めてソロで表紙+巻頭グラビアに起用されている。他にも、同年9月に開催されたイベント『@JAM×ナタリー EXPO 2016』では、テーマソングを歌唱する期間限定の選抜ユニット@JAM ALL STARS 2016のメンバーに選出されたり、2017年8月19日実施のプロ野球「東北楽天ゴールデンイーグルス VS 福岡ソフトバンクホークス」では、地元仙台・koboパーク宮城の試合で始球式をするという夢を叶えるなど、個人としての活動の幅を広げている。
2020年12月22日に開催された『SUPER☆GiRLS 10周年LIVE〜ありがとうが止まンないっ!〜』で、2021年6月をもってグループから卒業することを発表。同年6月12日にラストライブ『SUPER☆GiRLS 渡邉幸愛卒業ライブ 〜Happy Love Bloom〜』が行われ、同月30日をもって卒業し、エイベックス・マネジメントを退所した。
その後、ライバーマネジメント事務所「321」に所属。2021年10月18日から2022年12月28日までPocochaのライバーとしての活動、「向日葵プリンセス2022」の公式アンバサダーとしての活動などを行う。2023年3月17日、元タレントの山田親太朗と前年に結婚したことと、第1子妊娠を報告した。4月29日、第1子男児の出産を報告。出産後、2023年からまたPocochaにて配信を再開している。

## 人物
SUPER☆GiRLSでのイメージカラー（超絶カラー）は、第2章・第3章がシャインシルバー、第4章がシャイン・レッドだった。キャッチコピーは「私の名前は〜?（コウメ） ちょっぴりすっぱい〜?（コウメ） 幸せと愛満タンはっぴーらぶ」。公式ニックネーム「コウメ」で、他にもブログのタイトルにもなっている「はぴらぶ」（「幸」=Happy、「愛」＝Love）や「うめこ」などの愛称がある。
趣味はドラマ・映画観賞、麻雀、ゴルフで、以前はアイスの研究も趣味にしていた。℃-uteの鈴木愛理のファンで、2017年6月12日に行われた同グループの解散ライブを観覧した際は「私にとって永遠の憧れ」とコメントしている。特技はけん玉、マシュマロキャッチ。3人兄妹の末っ子で、姉と兄がいる。

## 作品

### 未音源化楽曲
- ハルカソラ（2020年） - 「セツナソラ」のその先を描いた曲[31][32]

### 参加作品
- 渡邉幸愛 from Party Rockets「 夢見る少女じゃいられない」（『東京女子カフェ #1 a-bossa』収録）（2012年8月22日、AVCD-38530[注 5]）
- @JAM ALL STARS 2016「夢の砂〜a theme of @JAM〜」（2016年、TGCS-9570）[34]
- 妖ベックス連合軍「ハロ・クリダンス」（2017年9月27日） - アニメ「妖怪ウォッチ」エンディングテーマ曲[35]
- 阿知賀女子学院麻雀部「笑顔ノ花／春〜spring〜」（2018年1月17日） - 「咲-Saki- 阿知賀編 episode of side-A」テーマ曲[36]

### 映像作品
- はじめまして、こうめです。（2018年4月27日、リバプール）
- SHINE!（2019年3月22日、リバプール）

## 出演

### テレビ

#### テレビドラマ
- 校則アイドル〜淑女の学園〜（2017年9月3日、MBS） - 南三条円佳（生徒会長） 役
- 咲-Saki-阿知賀編 episode of side-A（2017年12月3日 - 24日、MBS・TBS） - 松実宥 役[37]
  - 特別編（2018年1月7日）

#### その他のテレビ番組
- ランク王国 新春びっくりモンキーSP（2016年1月9日、TBS）
- 大分スペシャル「Oita Lab 〜知られざる漫画界のレジェンド・麻生豊〜」（2016年3月18日、NHK大分放送局）
- MUSIC B.B.（2016年4月、アークミュージック） - ナビゲーター
- ニチヨル!（2016年12月18日 - 2019年3月17日・同年7月27日 - 2021年3月27日、RAB） - レギュラー[38]
- アイドル・シャッフルドラマ選手権（2017年3月12日 - 4月30日、MBS）[39]
- 全力坂（2021年6月15日・24日、EX）[40][41]

### 映画
- 咲-Saki-阿知賀編 episode of side-A（2018年1月20日、ティ・ジョイ） - 松実宥 役[37]
- あまのがわ（2019年2月9日、コスモボックス） - 青柳真珠 役

### ラジオ
- 60TRY部（2016年11月16日、ラジオ日本） - スペシャルパーソナリティー
- ニチヨル! ラジオ!!（2016年12月18日 - 2019年3月18日、RAB） - レギュラー
- スベル兄弟（2017年1月9日 - 2020年7月27日、TBCラジオ） - アシスタント
- SUPER☆GiRLS渡邉幸愛の はぴらぶラジオ!（2017年2月13日 - 2021年6月28日[注 6]、ラジオ石巻） - 初の冠番組
- SOUND GENIC（2017年4月3日 - 2021年6月28日、Date fm） - コーナーレギュラー（月曜日担当）

### CM
- AOKI 青森県限定インフォマーシャル（2018年5月・2019年2月）

### 舞台
- 超絶☆歌劇団 2015『SUPER☆WORLD RETURNS 〜彼女達の冒険〜』(2015年2月11日 - 15日、DDD青山クロスアシター)  -  勇者 役
- Girls Street Theater 2015『座・花御代コンチェルト』（2015年11月6日 - 15日、CBGKシブゲキ!!） - 主演・楓 役（さくら組）
- 舞台『ReLIFE／リライフ』（2016年9月8日 - 19日、サンシャイン劇場） - 玉来ほのか 役（ダブルキャスト）
- オッドエンタテインメント『ゲキドル the STAGE』（2021年3月3日 - 7日、シアターサンモール） - 日向智子 役[43]

### ライブ
- 渡邉幸愛 生誕ライブ 〜22年分のありがとう！〜 / 渡邉幸愛 生誕ライブ 〜Happy Love For you〜（2020年3月17日、SHIBUYA PLEASURE PLEASURE） - 新型コロナウイルス感染症の流行の影響で中止となる[44]
- 渡邉幸愛 生誕ライブ〜HAPPY LOVE FOREVER〜 / 渡邉幸愛 生誕ライブ〜23年間のありがとう〜（2021年3月17日、SHIBUYA PLEASURE PLEASURE）

### イベント
- TOKYO GIRLS COLLECTION by girlswalker.com
  - 2014 Autumn/Winter（2014年9月6日、さいたまスーパーアリーナ） - 志村理佳・荒井玲良・田中美麗とともに出演
- 警視庁小平警察署「特殊詐欺根絶キャンペーン」（2017年4月22日、小平駅ロータリー） - 一日警察署長として出演
- TBC開局65周年 震災復興支援イベント「TBC夏まつり2017 絆みやぎ〜イチばん近くに〜」（2017年7月23日、勾当台公園） - 『スベル兄弟』メンバーとして出演
- 石巻エンタメ祭！Vol.2（2017年10月14日、石巻BLUE RESISTANCE） - アシスタントMC
- 映画『咲-Saki-阿知賀編 episode of side-A』関連
  - 完成披露舞台挨拶（2018年1月11日、新宿バルト9）[45]
  - 初日&2日目舞台挨拶（2018年1月20日・21日、池袋シネマ・ロサ / 新宿バルト9 / 梅田ブルク7 / T・ジョイ京都）[46]
- 大学対抗MCバトル日本一決定戦
  - UNIRAP 2nd（2018年3月8日、WWW X） - アシスタントMC
  - UNIRAP 2019（2019年3月7日、代官山SPACE ODD） - MC
- 7CHANGE誕生祭（2018年3月10日、仙台space Zero） - アシスタントMC
- 映画『あまのがわ』関連
  - 第31回東京国際映画祭（2018年10月30日、TOHOシネマズ 六本木ヒルズ） - 舞台挨拶
  - 初日舞台挨拶（2019年2月9日、イオンシネマ市川妙典 / 有楽町スバル座 / ユーロスペース）
- UNIDOL 2019 Summer 決勝戦（2019年8月27日、STUDIO COAST） - MC[47]
- SUPER☆GiRLS 渡邉幸愛・ラスト・単独リリースイベント（2021年6月20日、EBeanS）
- JURIN pre.「Colorless Vol.2」（2024年2月2日、SHIBUYA DESEO） - 「JURIN × 渡邉幸愛」として出演
- IDOL Pl@net ちゃんねる NEO （2024年 - 、ワロップ放送局）- MC

### その他
- 森永製菓「おかしプリント」公式PRアイドル（2016年3月 - 6月）[48]
- Maru-Jan「第6回全国麻雀選手権」公式サポーター（2018年）[49]
- 「パワーパフガールズ×楽天イーグルス」イベントスペシャルアンバサダー（2019年6月30日）[50]
- スカパー! 朝のTwitterドラマ 第30作『言い訳』（2019年） - 主演（映像 - YouTube）

## 書籍

### 写真集
- 『a-books gravure 2018』 （2018年8月3日、エイベックス・マネジメント、メディアパル）ISBN 978-4-8021-9218-7[51]
- 渡邉幸愛 ファースト写真集 『koume』（DVD付）（2018年11月20日、KADOKAWA）ISBN 978-4048964258[52]
- 『a-books GRAVURE 2019-anthology-』（2019年3月22日、エイベックス・マネジメント、メディアパル）ISBN 978-4-8021-9240-8

### デジタル写真集
- デジタル週プレ写真集 渡邉幸愛「かわいすぎる困り顔」（2016年9月23日、集英社）
- 週プレ PHOTO BOOK（集英社）
  - 渡邉幸愛「コウメの季節がやってくる!!」（2017年9月15日）
  - 渡邉幸愛「ありったけの7年」（2021年4月12日）[53]
- ヤングガンガンデジタル限定写真集 渡邉幸愛 From SUPER☆GiRLS「FORME」（2019年6月7日、スクウェア・エニックス）
- FRIDAYデジタル写真集（講談社）
  - 渡邉幸愛「サマータイム」（2020年9月25日）
  - 渡邉幸愛「こっちにおいで」（2020年9月25日）